# Gran Premio Cantones de La Coruña 2014
Gran Premio Cantones de La Coruña 2014 – zawody lekkoatletyczne w chodzie sportowym, które odbyły się 31 maja w hiszpańskim mieście A Coruña. Impreza była kolejną w cyklu IAAF Race Walking Challenge w sezonie 2014.

## Rezultaty

### Mężczyźni
| Konkurencja:  | 1. miejsce     | Rezultat | 2. miejsce     | Rezultat | 3. miejsce  | Rezultat |
| Chód na 20 km | Erick Barrondo | 1:21:14  | Eiki Takahashi | 1:21:19  | Caio Bonfim | 1:21:24  |

### Kobiety
| Konkurencja:  | 1. miejsce | Rezultat | 2. miejsce  | Rezultat | 3. miejsce      | Rezultat |
| Chód na 20 km | Liu Hong   | 1:27:39  | Mirna Ortiz | 1:29:56  | Eleonora Giorgi | 1:30:00  |